# Jaume Masiá
Jaume Masiá, född 31 oktober 2000 i Algemesí, är en spansk roadracingförare. Han blev säsongen 2023 världsmästare Moto3-klassen i världsmästerskapen i Grand Prix Roadracing. Från 2024 tävlar Masiá i Moto2. Masiá har startnummer 5.

## Tävlingskarriär
Masiá började tävla på motorcykel som sexårig knatte och var framgångsrik i ungdomsklasserna. Han tävlade i Red Bull MotoGP Rookies Cup 2014. Säsongen 2015 till 2017 körde han i juniorvärldsmästerskapen (spanska öppna mästerskapen) i Moto3. Sista året kom Masiá tvåa efter Dennis Foggia. Säsongen 2017 gjorde han även VM-debut då han kallades in för att ersätta den skadade Darryn Binder i Moto3-klassen på en KTM för stallet Platinum Bay Real Estate. Han blev nia i debuten i Österrikes Grand Prix och fick strax kontrakt att köra hela säsongen 2018 för samma stall (som bytte namn till Bester Capital Dubai). Han kom på 13:e plats i VM 2018. Masiá fortsatte i samma team 2019 och tog sin första Grand Prix-seger 31 mars i Argentinas Grand Prix. Efter att ha tillhört de bästa förarna io flera säsonger fick han säsongen 2023 ihop en hel säsong och tog världsmästartiteln efter en jämn kamp med Ayumu Saksaki.

## Framskjutna placeringar
Uppdaterad till 2021-03-29.
| Nr | Grand Prix | År   |
| -- | ---------- | ---- |
| 1  | Argentina  | 2019 |
| 2  | Aragonien  | 2020 |
| 3  | Teruel     | 2020 |
| 4  | Qatar      | 2021 |

| Nr | Grand Prix | År   |
| -- | ---------- | ---- |
| 1  | Amerika    | 2019 |
| 2  | Österrike  | 2020 |

| Nr | Grand Prix | År   |
| -- | ---------- | ---- |
| 1  | Italien    | 2019 |
| 2  | Malaysia   | 2019 |